# بیچ‌ورث
بیچ‌ورث (به انگلیسی: Beechworth) یک شهرک در استرالیا است که در ویکتوریا (استرالیا) واقع شده‌است.